# 特丽内·伦宁
特丽内·伦宁（挪威語：Trine Rønning，1982年6月14日—），挪威女子足球运动员。她曾代表挪威参加2003年、2007年、2011年和2015年国际足联女子世界杯。她也曾参加2008年夏季奥林匹克运动会。